# Malinka (Weichsel)
Die Malinka (deutsch: Kleiner Himbeerbach)  ist ein rechter Zufluss der Weichsel in den Schlesischen Beskiden von 8 Kilometern Länge. Der Fluss entspringt an den südwestlichen Hängen der Malinowska Skała und des Zielony Kopiec und fließt nach Westen. Er durchfließt den Ortsteil Malinka von Wisła, bevor er sich mit der Wisełka zur Weichsel vereinigt.
Entlang des Flusses führt ein markierter Wanderweg sowie zeitweise die Woiwodschaftsstraße 942 von Wisła über Szczyrk nach Bielsko-Biała.